# Estación Soto
Soto es una estación de ferrocarril ubicada en la localidad de Villa de Soto, departamento Cruz del Eje, provincia de Córdoba, Argentina.
En su edificio se encuentra el destacamento policial de la localidad.

## Servicios
Presta servicios de cargas a través de la empresa estatal Trenes Argentinos Cargas. Pertenece al ramal A del Ferrocarril General Belgrano.